# 1920er

Europa im Jahr 1929

Portal Geschichte | Portal Biografien | Aktuelle Ereignisse | Jahreskalender | Tagesartikel

◄ |
19. Jh. |
20. Jahrhundert
| 21. Jh.

◄ |
1890er |
1900er |
1910er |
1920er
| 1930er | 1940er | 1950er | ►

1920 |
1921 |
1922 |
1923 |
1924 |
1925 |
1926 |
1927 |
1928 |
1929
Die 1920er-Jahre (kurz Zwanzigerjahre oder 20er-Jahre) begannen mit dem 1. Januar 1920 und endeten mit dem 31. Dezember 1929. Das Jahrzehnt wird auch, vor allem für die Jahre ab 1924, als „Goldene Zwanziger“ bezeichnet.
Das Jahrzehnt war von einer gesellschaftlichen wie politischen Zeitenwende nach dem Ersten Weltkrieg geprägt. Friedensverträge wie der Versailler Vertrag schufen neue Staaten und Grenzen auf Kosten der ehemaligen Mittelmächte. Zudem entstanden im ehemaligen, fast ausschließlich monarchistisch geprägten Europa, mehrere neue Republiken wie zum Beispiel der osmanische Nachfolgestaat Türkei.
Die neue deutsche Republik war in ihren frühen Jahren von Hungersnot, Arbeitslosigkeit, Kriegsversehrten und Attentaten auf führende Politiker wie Matthias Erzberger und Walther Rathenau gezeichnet. Die unstabile politische Lage führte zu Putschen wie dem Kapp-Putsch oder dem Hitler-Ludendorff-Putsch. 1923 kam es zur Hyperinflation, die durch das Einführen der Rentenmark eingedämmt werden konnte. Ein wirtschaftlicher Aufschwung folgte, der bis zum Ende des Jahrzehnts andauerte und mit dem Börsenkrach von 1929 endete. Diese Jahre werden als „Goldene Zwanziger“ bezeichnet.
In den Vereinigten Staaten von Amerika kam es zur Einführung des Frauenwahlrechts und der Prohibition (beide 1920). Letztere löste einen großen Alkoholschmuggel durch Mafia-Syndikate wie die von Al Capone und Johnny Torrio aus.

Weitere prägende Ereignisse weltweit waren die Gründung des Völkerbunds, dem Vorläufer der UNO und die zunehmende Einführung des Rundfunks (Radio). 

## Ereignisse
- Goldene Zwanziger

Verfassungsfeier der Weimarer Republik im Berliner Lustgarten, 11. August 1924

- Der Friedensvertrag von Versailles tritt in Kraft.
- Einführung des Rundfunk, Langwelle, Mittelwelle.
- Weimarer Republik
- Politische Unruhen in der Weimarer Republik:
  - Blutbad vor dem Reichstag am 13. Januar 1920
  - Kapp-Putsch
  - Ruhraufstand
  - Märzkämpfe in Mitteldeutschland
  - Fememorde; Ermordung von Reichsfinanzminister Matthias Erzberger und Reichsaußenminister Walther Rathenau
  - Hitler-Ludendorff-Putsch
  - Ruhrbesetzung
  - Hamburger Aufstand
  - General Hans von Seeckt verbietet nach Aufstandsversuchen in Deutschland die KPD, die NSDAP und die Deutschvölkische Freiheitspartei.
  - Blutmai
- Reichspräsident Friedrich Ebert bestimmt das Lied der Deutschen zur Nationalhymne des Deutschen Reiches.
- Hyperinflationsphase der deutschen Inflation 1914 bis 1923, einer der radikalsten Geldentwertungen, die eine große Industrienation je erlebt hat.
- 25. Oktober 1929: am schwarzen Freitag (auch: Black Thursday) kommt es zu drastischen Kursverlusten an der New Yorker Börse. Als Folge darauf stürzt die Welt in die Weltwirtschaftskrise.
- Unabhängigkeit Irlands
- Charles Lindbergh überquert 1927 den Atlantik in einem Non-Stop-Alleinflug.
- 1919 bis 1933: Prohibition in den Vereinigten Staaten
- Links- und rechtsextreme Strömungen
- Marsch auf Rom: Aufstieg des Faschismus unter Benito Mussolini in Italien
- Mustafa Kemal Atatürk formt die Türkei.
- Briand-Kellogg-Pakt
- Aufstieg und Ausbreitung des Kommunismus nach dem Ersten Weltkrieg
- Nach dem Sieg der Bolschewiki im Russischen Bürgerkrieg wurde im Dezember 1922 die Union der Sozialistischen Sowjetrepubliken (kurz Sowjetunion) gegründet
- Die NSDAP wird im Hofbräuhaus München gegründet. Der Aufstieg Hitlers beginnt. Adolf Hitler veröffentlicht sein Buch Mein Kampf. Als Leibwache für Adolf Hitler wird die SS gegründet. Sie entwickelt sich in der Zeit des Nationalsozialismus zu einer paramilitärischen Organisation.
- Das Groß-Berlin-Gesetz tritt in Kraft und macht Berlin zu einer Vier-Millionen-Stadt.
- J. Edgar Hoover wird 1924 Chef des von ihm initiierten FBI. Er behält das Amt des Direktors 48 Jahre lang bis zu seinem Tod.
- „Bevölkerungsaustausch“ (wechselseitige Vertreibung) zwischen Türkei und Griechenland
- Die Genfer Konvention verbietet den Handel mit chemischen und biologischen Waffen und untersagt den Einsatz im Krieg.[1]

## Wirtschaft
- 1920: Investoren aus Antwerpen gründen die belgische Erdölgesellschaft Petrofina.
- 1920: Queensland and Northern Territories Aerial Service (QANTAS) wird in Winton gegründet.
- 1922: Wilhelm Goldmann gründet in Leipzig den Goldmann Verlag. Die deutsche Edition der Kriminalromane von Edgar Wallace wird zum Fundament für den verlegerischen Erfolg.
- 1922: In New York City wird das Medienunternehmen Time Inc. gegründet (Erstausgabe im Jahr 1923), das im Laufe der Zeit zum größten Verleger in den Vereinigten Staaten aufsteigt.
- 1923: Einführung der Rentenmark zur Bekämpfung der Hyperinflation in Deutschland.
- 1923: Gründung des Unternehmens Disney Brothers Cartoon Studio (1923) durch die Brüder Walt und Roy Disney.
- 1923: Gründung des Unternehmens Gucci vom Sattlermeister Guccio Gucci als kleine Werkstatt in Florenz.
- 1924: Die von Herman Hollerith im Jahr 1896 gegründete Tabulating Machine Company benennt sich in International Business Machines, abgekürzt IBM, um.
- 1924: In Österreich wird das Gesetz zur Währungsreform beschlossen: Der Schilling ersetzt die Krone.
- 1926: Die Deutsche Lufthansa wird gegründet.
- 1926: Die von den Automobilpionieren gegründeten Unternehmen „Benz & Co Rheinische Gasmotorenfabrik Mannheim“ (Benz & Cie. ab 1899) und „Daimler-Motoren-Gesellschaft“ fusionieren zur Daimler-Benz AG mit Sitz in Berlin.
- 1926: Gründung des Unternehmens IG Farbenindustrie AG in Frankfurt am Main.
- 1926: Das Unternehmen Ducati wird von Adriano und Marcello Ducati in Bologna (Italien) gegründet. Die Società Scientifica Radiobrevetti Ducati produziert zunächst Bauteile für Radios.
- 1927: Schwarzer Freitag der Berliner Börse vom 13. Mai 1927.
- 1927: Gründung von Rewe als Genossenschaft in Köln.
- 1927: Der deutsche Reichstag verabschiedet das Gesetz über Arbeitsvermittlung und Arbeitslosenversicherung. Die provisorische Regelung der Erwerbslosenfürsorgeverordnung im Rahmen der Kriegsfürsorge entfällt damit, es gibt jetzt einen echten Rechtsanspruch auf Arbeitslosengeld.
- 1927: Gründung des Fürther Versandhauses Quelle.
- 1929: Schwarzer Donnerstag an der New Yorker Börse, Beginn der Weltwirtschaftskrise; Schwarzer Freitag; Schwarzer Dienstag.
- 1929: beim Reichspatentamt in Berlin beantragen die Vereinigten Papierwerke Nürnberg den Schutz des Warenzeichens Tempo für das von ihnen produzierte Taschentuch.
- 1929: Durch ein Abkommen zwischen dem Unternehmer Ivar Kreuger und der Weimarer Republik wird das 53 Jahre dauernde Zündwarenmonopol begründet.
- 1929: Die Deutsche Bank, die Disconto-Gesellschaft, die Rheinische Creditbank und der Schaafhausen'sche Bankverein schließen sich zur Deutschen und Disconto-Bank (DeDi-Bank) zusammen. Diese Fusion ist die bis dahin größte Bankenfusion in der deutschen Wirtschaftsgeschichte.

## Kulturgeschichte

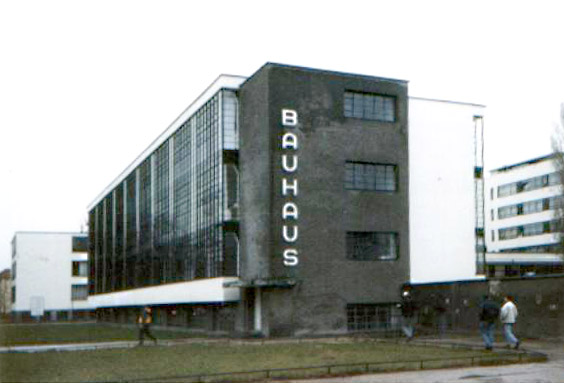
Das Bauhaus in Dessau

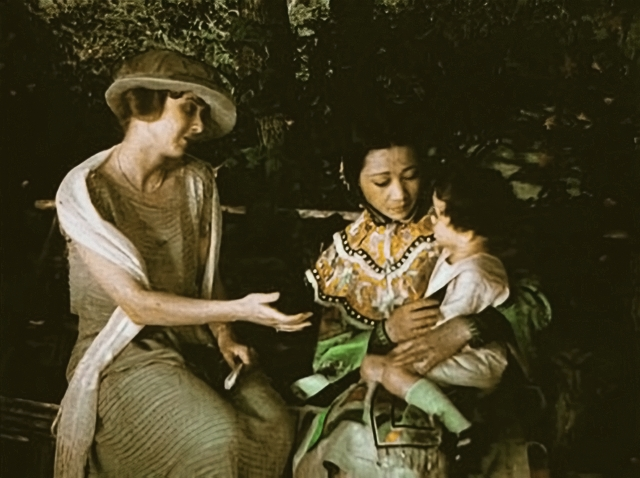
Ein Bild aus dem mit Technicolor Process No. 2 gedrehten Film The Toll of the Sea (1922)

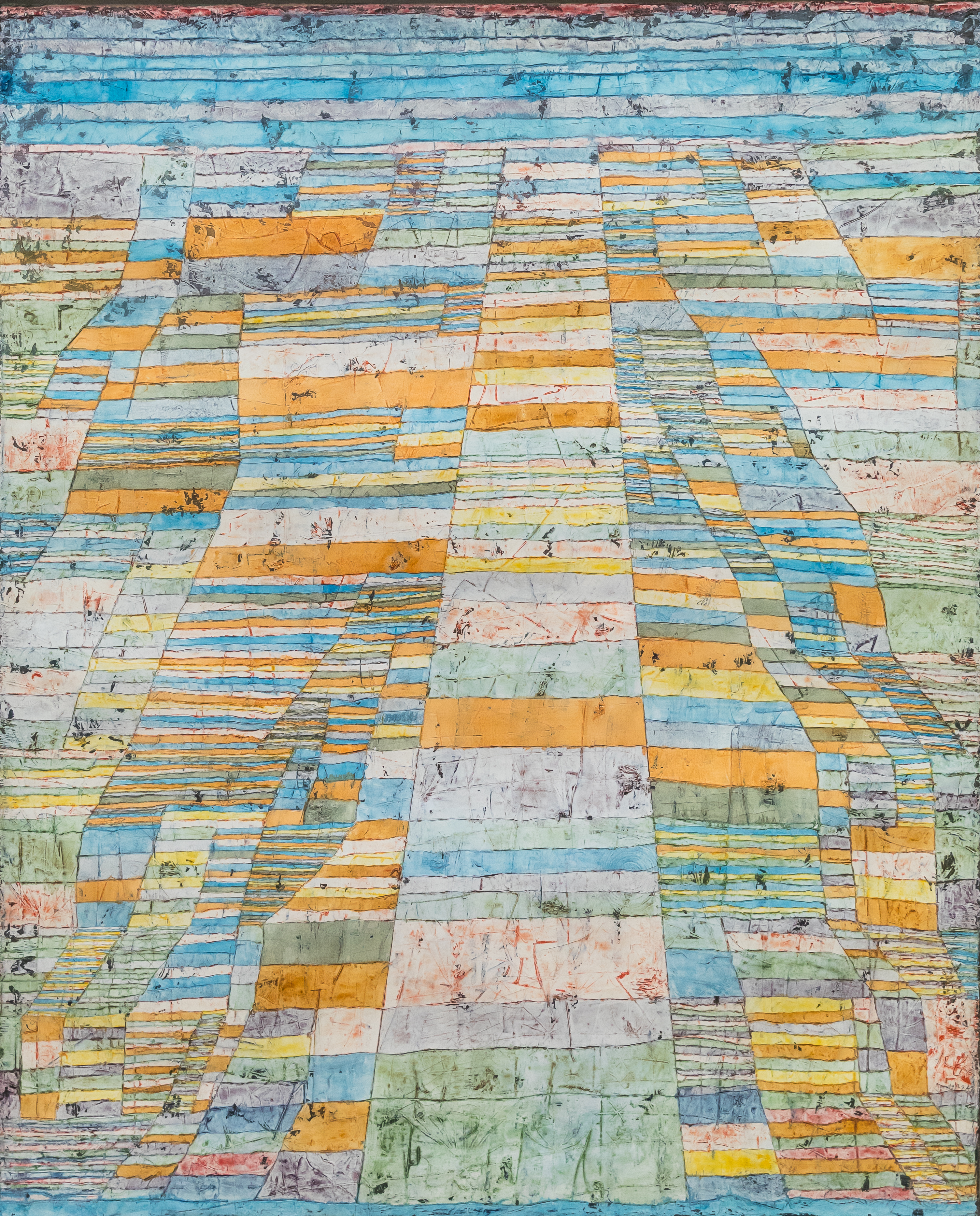
Paul Klee: Hauptweg und Nebenwege, 1929, Öl auf Leinwand

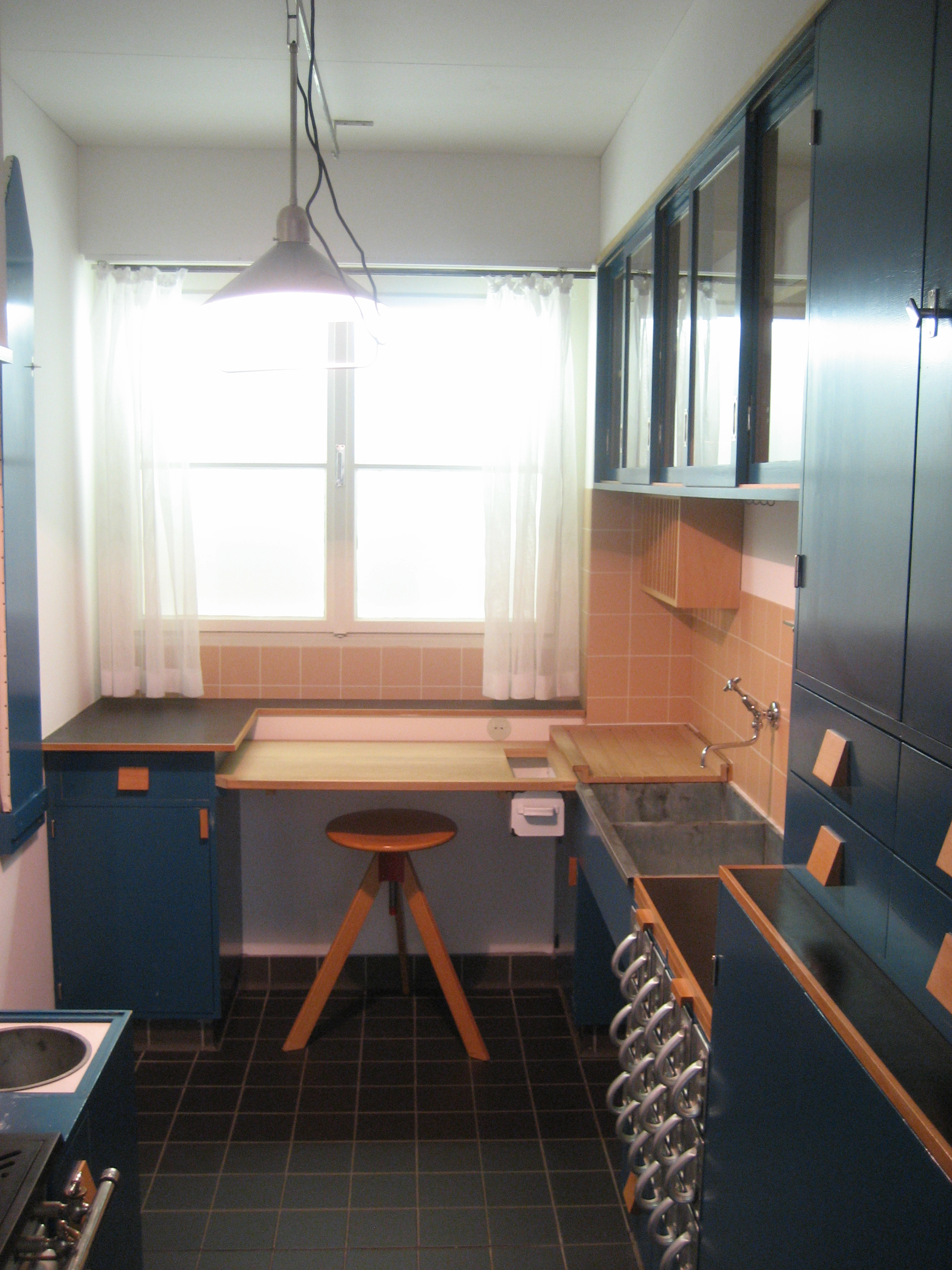
Die Frankfurter Küche setzte ab 1926 den Standard der modernen Einbauküche.

- Bubikopf
- Neue Sachlichkeit

### Wissenschaft und Technik

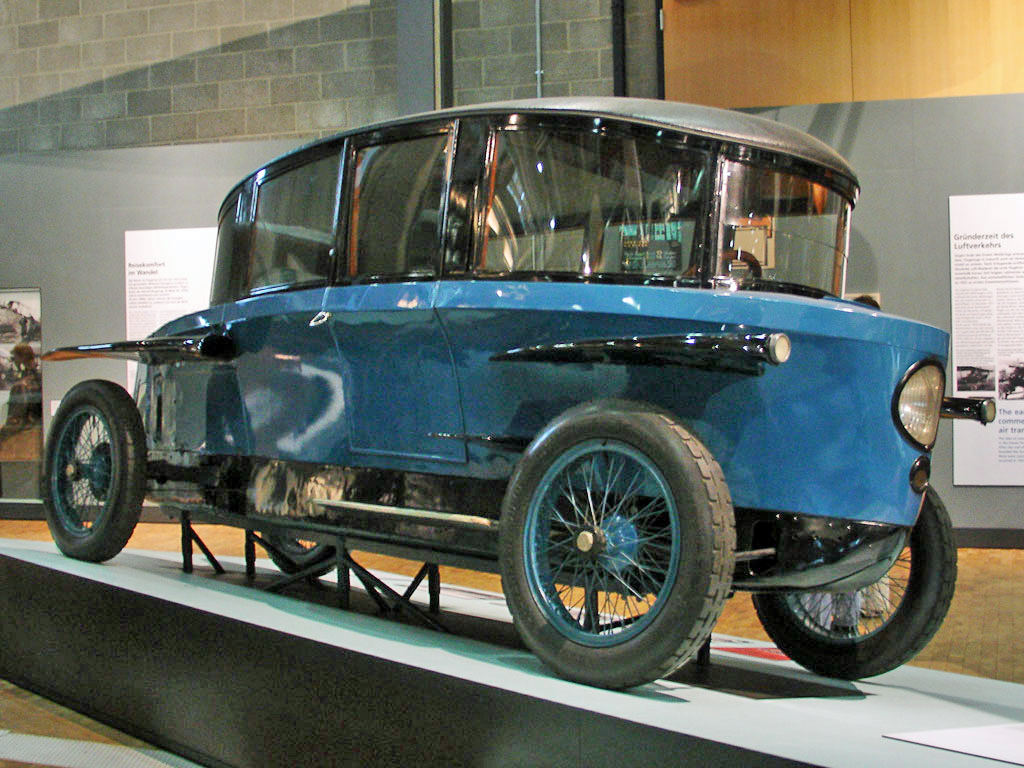
Rumpler-Tropfenwagen

- Auf der Deutschen Automobilausstellung 1921 in Berlin wird als Weltneuheit das erste aerodynamisch konstruierte Auto, der Rumpler-Tropfenwagen, präsentiert.
- Die Shapley-Curtis-Debatte in Washington löst ein neues Verständnis zur Natur von Galaxien und der Größe des Universums unter Astronomen aus
- Bei Aufräumarbeiten auf einem Hügel findet der Bauer Peder Platz in Jütland einen Baumsarg. Darin wird nach Untersuchungen dänischer Wissenschaftler das Mädchen von Egtved entdeckt, das in der Nordischen Bronzezeit (1800–530 v. Chr.) bestattet wurde.
- Howard Carter entdeckt das Grab des Pharaos Tutanchamun.
- Edwin Hubble beweist die Existenz von Himmelskörpern, die außerhalb unserer Milchstraße liegen anhand des Andromedanebels.
- MAN entwickelt das erste Straßenfahrzeug mit Dieselmotor. Der Lkw wird 1924 auf der Berliner Automobil-Ausstellung der Öffentlichkeit vorgestellt.
- Der norwegische Ingenieur Erik Rotheim erfindet 1926 die Sprühdose.
- 1926 startet die erste Flüssigkeitsrakete von Robert Goddard in den USA.
- Hans Geiger und Walther Müller entwickeln ihr Geiger-Müller-Zählrohr, mit dem sie ionisierende Strahlung nachweisen können. Kurz darauf wendet Walther Bothe das Zählrohr in seiner Koinzidenzmethode zum Nachweis der Elektronenemission durch Röntgenstrahlen an.
- Ernest Burgess entwickelt das Zonenmodell der Stadtentwicklung.
- Der deutsche Oberingenieur Engelbert Zaschka präsentiert in Berlin das erste Faltauto.

Kommunikationstechnologie
- John Logie Baird erfindet das erste Fernsehsystem.
- Fortschritte in der Filmtechnik
  - Warner Brothers produzieren den ersten Spielfilm mit Soundtrack Don Juan (1926), den ersten halbvertonten Spielfilm (Der Jazzsänger, 1927), den ersten vollvertonten Spielfilm (Lights of New York, 1928) und den ersten komplett in Farbe gedrehten vollvertonten Spielfilm (On with the Show, 1929).
  - United Artists produzieren den ersten komplett in Technicolor Process No. 2 gedrehten Spielfilm (Der Seeräuber, 1926).
- Vor Mitgliedern der Royal Institution of Great Britain führt John Logie Baird 1926 ein funktionierendes mechanisches Fernsehen vor.
- Der deutsch-österreichische Ingenieur Fritz Pfleumer entwickelt ein Verfahren zur Magnetaufzeichnung von Audiosignalen und meldet dieses zum Patent an. Der Prototyp seines Rekorders kann auf 900 Meter Magnetband rund eine Stunde Ton aufzeichnen.
- Die deutsche Reichspost führt 1928 probeweise erste Bildfunkübertragungen über ihren Sender Königs Wusterhausen mit Hilfe eines Fultographen durch. Sie testet damit eine Vorstufe in der deutschen Geschichte des Fernsehens. Der Sender Witzleben überträgt die ersten Fernsehbilder zu Testzwecken in das Berliner Forschungslabor der Reichspost.

Medizin
- Charles Best und Sir Frederick Banting entdecken das Insulin. Dadurch kommt es zur ersten Behandlung eines Menschen mit Diabetes mellitus.
- Alexander Fleming entdeckt das Penicillin.

Physik
- Große Fortschritte in der Quantenmechanik.
  - Wellengleichung und die Schrödingergleichung
  - Werner Heisenberg formuliert die Heisenbergsche Unschärferelation.
  - Kopenhagener Deutung
- Entdeckung der Ausdehnung des Universums
- Albert Einstein erhält 1921 den Nobelpreis für Physik.
- Georges Lemaître präsentiert seine These vom Beginn des Universums, die später Urknall benannt wird.

### Kunst
- Surrealismus
- Art déco
- Dadaismus

#### Einzelbeiträge
- Pablo Picasso: Drei Musikanten
- Christian Schad: Selbstbildnis mit Modell
- Paul Klee: Hauptweg und Nebenwege
- Otto Dix: Großstadt-Triptychon
- Max Beckmann: Selbstbildnis im Smoking
- Luis Buñuel: Ein andalusischer Hund

### Architektur
- Bauhaus
  - Walter Gropius
  - Ludwig Mies van der Rohe

### Film

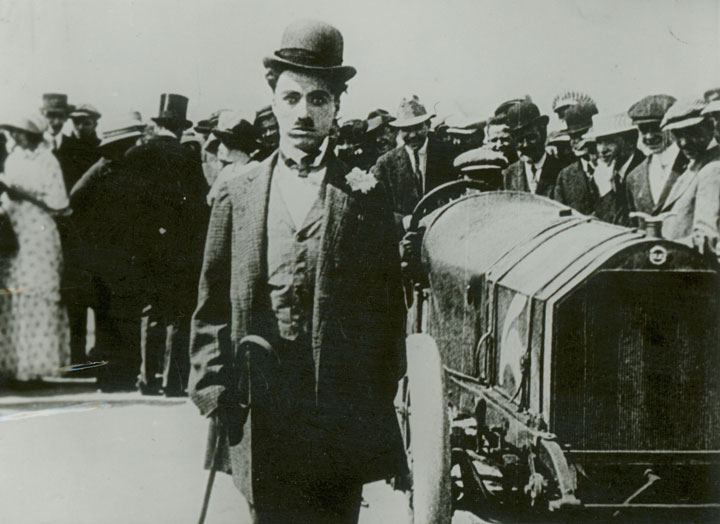
Chaplin in Mabel’s Busy Day (1914)

- 1920: In den USA wird mit dem Photoplay Award der erste Filmpreis der Welt verliehen.
- 1921: Nachdem Rechtsradikale bereits im November versucht haben, das Filmnegativ zu vernichten, wird am 29. Dezember der Spielfilm Nathan der Weise von Manfred Noa mit Werner Krauß in der Titelrolle im Berliner Alhambra uraufgeführt. Der Film erhält positive Kritiken, fällt aber bald der antijüdischen Propaganda zum Opfer. Es handelt sich um die bisher einzige Verfilmung des gleichnamigen Stücks von Gotthold Ephraim Lessing.
- 1922: Nosferatu – Eine Symphonie des Grauens: Dieser unter der Regie von Friedrich Wilhelm Murnau entstandene Film gilt als einer der ersten Vertreter des Horrorfilms. Mit seiner visuellen Gestaltung übte er einen großen Einfluss auf das Genre aus.
- 1922: Der Film The Power of Love (Regie: Nat G. Deverich und Harry K. Fairall) gilt als erster 3D-Langfilm.
- 1923: Lee De Forest stellt in New York City ein erstes Tonfilmsystem vor und demonstriert seine Versuche mit kurzen Musicalfilmen.
- 1923: Die Filmproduktionsfirma Warner Bros. wird in Hollywood gegründet.
- 1924: Durch den Zusammenschluss dreier Filmproduktionsgesellschaften entsteht das Unternehmen Metro-Goldwyn-Mayer in Hollywood.
- 1925: Goldrausch (Regie: Charlie Chaplin): Chaplin wollte für diesen Film in Erinnerung bleiben. Mit dem Verspeisen des Schuhs und dem „Brötchentanz“ enthält der Film zwei berühmte Szenen.
- 1925: Panzerkreuzer Potemkin (Regie: Sergei Eisenstein): In mehreren Abstimmungen wurde dieser Film in den Folgejahrzehnten zum besten Film aller Zeiten gewählt.
- 1927: Mary Pickford und Douglas Fairbanks senior verewigen sich als erste Filmgrößen mit ihren Abdrücken im Boden von Grauman’s Chinese Theatre in Hollywood.
- 1927: Der Film Der Jazzsänger von Alan Crosland ist der erste kommerzielle Tonfilm, obwohl es bereits früher zahlreiche Experimente mit Vertonungen von Filmen gegeben hat. Mit seinem Erfolg sorgt er für den Durchbruch des neuartigen Tonfilms.
- 1927: Metropolis (Regie: Fritz Lang). Nach schwachem kommerziellen Erfolg entwickelt sich dieser Film in den folgenden Jahrzehnten zu einem der visuell einflussreichsten Werke der Filmgeschichte. Im Jahr 2001 wird er in die Liste des Weltdokumentenerbes der UNESCO aufgenommen.
- 1928: Walt Disney veröffentlicht mit Steamboat Willie den ersten animierten Kurzfilm mit einem, in der Nachbearbeitung hinzugefügten, Soundtrack inklusive Musik, Geräuscheffekten und Dialogen.
- 1929: Uraufführung des ersten in Deutschland gedrehten Tonfilms Die Nacht gehört uns in Berlin.
- 1929: Bei einem geschlossenen Dinner im Blossom Room des Hollywood Roosevelt Hotels werden die ersten 12 Academy Awards der im Vorjahr gegründeten Academy of Motion Picture Arts and Sciences verliehen. Der deutsche Schauspieler Emil Jannings erhält als erster Mann die Auszeichnung als Bester Hauptdarsteller für seine Rollen in den beiden Filmen Sein letzter Befehl und Der Weg allen Fleisches.

#### Stummfilm

Das Cabinet des Dr. Caligari

- 1920: Das Cabinet des Dr. Caligari, Der Golem, wie er in die Welt kam
- 1921: Das indische Grabmal (2 Teile), Der Scheich, The Kid
- 1922: Nosferatu – Eine Symphonie des Grauens, Dr. Mabuse, der Spieler (2 Teile)
- 1923: Ausgerechnet Wolkenkratzer!, Die Zehn Gebote
- 1924: Der Dieb von Bagdad, Die Nibelungen (2 Teile), Das Wachsfigurenkabinett
- 1925: Goldrausch, Ben Hur
- 1926: Faust – eine deutsche Volkssage, Der General
- 1927: Der Mieter, Metropolis, Dämon Weib
- 1928: Der Zirkus, Steamboat Bill, jr.
- 1929: Menschen am Sonntag, Ein andalusischer Hund, Frau im Mond

#### Tonfilm
- 1927: Der Jazzsänger, Sonnenaufgang – Lied von zwei Menschen
- 1928: Steamboat Willie
- 1929: Erpressung
- 1929: Der Mann mit der Kamera

### Musik und Theater
- Zwölftontechnik
- Neoklassizismus
- Groupe des Six
- Chicago-Jazz
- Swing
- Schlager
- Einspielung des ersten gesungenen Blues in der Geschichte der Tonaufnahmen: Crazy Blues mit Mamie Smith.
- Gründung der Salzburger Festspiele
- 1920: Das Lied der Arbeiterbewegung Brüder, zur Sonne, zur Freiheit wird in Deutschland erstmals öffentlich gesungen.
- 1924: Die Rhapsody in Blue, eine der berühmtesten Kompositionen von George Gershwin, wird uraufgeführt.
- 1928: Uraufführung der Dreigroschenoper von Kurt Weill und Bertolt Brecht in Berlin.
- 1928: Die Comedian Harmonists geben ihr Debüt im Berliner Großen Schauspielhaus.

#### Hits der 1920er
| 1920 Mamie Smith: Crazy Blues Charles Harrison: I'll Be With You in Apple Blossom Time Jerome Kern: Look for the Silver Lining Ted Lewis Jazz Band: When My Baby Smiles at Me Ben Selvin: The Charleston 1921 Ted Snyder: Sheik of Araby Vaughn De Leath: I'm Just Wild About Harry Paul Whiteman and Orchestra: Song of India Van and Schenck: Ain't We Got Fun 1922 Jazzbos Carolina Serenaders: Chicago (That Toddlin Town) Al Jolson: Toot, Toot, Tootsie Goodbye Blossom Seeley: Way Down Yonder in New Orleans Fats Waller: I Wish I Could Shimmy Like Sister Kate Van and Schenck: Carolina in the Morning 1923 Billy Jones: Yes! We Have No Bananas Ted Snyder: Who's Sorry Now? Ray Henderson: That Old Gang of Mine Bessie Smith: Down Hearted Blues Bessie Smith: Gulf Coast Blues 1924 Louis Armstrong & Bessie Smith: St. Louis Blues Paul Whiteman and Orchestra: Indian Love Call George Gershwin: Fascinatin' Rhythm Marion Harris: Tea for Two Benny Goodman: California Here I Come | 1925 Art Gillham: I’m Sittin’ On Top of the World Eddie Cantor: If You Knew Susie Like I Knew Susie Ethel Waters: Sweet Georgia Brown Fats Waller: Squeeze Me 1926 Al Jolson: Are You Lonesome Tonight? Duke Ellington: Bye, Bye Blackbird Jean Goldkette: Tip Toe Through the Tulips Gertrude Lawrence: Someone to Watch Over Me 1927 Gene Austin: My Blue Heaven Henry Red Allen: Swonderful Johnny Marvin: Me and My Shadow 1928 Richard Tauber: Ich küsse Ihre Hand, Madame Cliff Edwards: I Can’t Give You Anything but Love Eddie Cantor: Makin’ Whoopee Helen Kane: I Wanna Be Loved by You Jimmie Rodgers: T For Texas (Blue Yodel No.1) 1929 Marlene Dietrich: Ich bin von Kopf bis Fuß auf Liebe eingestellt Fred Astaire: Puttin’ on the Ritz Fats Waller: Ain’t Misbehavin’ Cliff Edwards: Singin' in the Rain Hoagy Carmichael: Star Dust Erwin Bolt: Am Sonntag will mein Süßer mit mir segeln geh’n Marlene Dietrich: Schöner Gigolo |

### Rundfunk
- 1920: Vom Sender Königs Wusterhausen wird erstmals ein Weihnachtskonzert mit Instrumentalmusik ausgestrahlt. Auf das Livekonzert folgen Zuschriften von privaten Zuhörern aus Luxemburg, Holland, England und den nordischen Staaten. Aus Deutschland kamen keine Reaktionen, da Rundfunk (ab)hören bei Strafe verboten war.
- 1921: KDKA aus Pittsburgh bringt die erste religiöse Rundfunksendung und sendet den ersten Sportbericht: Florent Gibson von der Zeitung Pittsburg Star kommentiert den Boxkampf zwischen Johnny Ray und Johnny Dundee im Motor Square, Pittsburg.
- 1921: Die Station 9XM an der University of Wisconsin–Madison sendet die erste Wettervorhersage.
- 1922: Der Wirtschaftsrundspruchdienst startet als erster regelmäßiger Rundfunksender in Deutschland.
- 1922: In Großbritannien sendet die Station 2LO die erste Live-Sportberichterstattung. Der spätere BBC-Mitarbeiter Arthur Burrows kommentiert den Boxkampf zwischen Ted Kid Lewis und Georges Carpentier in Olympia, London. Aufgrund von Protesten der Zeitungsverleger kann sich diese Form der Berichterstattung in England erst 1927 etablieren.
- 1922: Die Eildienst, ein dem deutschen Außenministerium nahestehendes Wirtschaftsnachrichten-Büro, gründet in Berlin als Tochterunternehmen die Deutsche Stunde. Gesellschaft für drahtlose Belehrung und Unterhaltung mbH.
- 1922: Die Radiostation WEAF aus  New York strahlt den weltweit ersten Werbespot.
- 1922: Gründung der privaten British Broadcasting Company, die fünf Jahre später in die öffentlich-rechtliche British Broadcasting Corporation (BBC) umgewandelt wird.
- 1923: Wilhelm Kollhoff meldet als erster Rundfunkteilnehmer in Deutschland sein Radio an. Aufgrund der Inflationszeit zahlt er 350 Milliarden Mark für die Genehmigung.
- 1923: Der deutsche Rundfunk wird offiziell gestartet. Seine erste Sendung fand am 29. Oktober von 8 bis 9 Uhr abends statt, die von der Gesellschaft „Radiostunde“, der späteren bekannten „Funk-Stunde Berlin“, aus dem Vox-Haus gesendet wurde.
- 1923: In den USA kommen die ersten Rundfunkempfänger mit Lautsprechern auf den Markt. Bis dahin konnte man das Programm nur über Kopfhörer verfolgen.
- 1923: Vladimir Zworykin baut mit dem Ikonoskop den ersten brauchbaren elektronischen Bildabtaster.
- 1925: In Berlin wird die Reichs-Rundfunk-Gesellschaft als Dachorganisation der regionalen Rundfunkgesellschaften gegründet.
- 1925: Erste Live-Übertragung eines Fußballspiels im deutschen Rundfunk. Es war das Spiel Preußen Münster gegen Arminia Bielefeld. Am Mikrofon der Sportreporter Bernhard Ernst.
- 1926: Die National Broadcasting Company (NBC) nimmt als Network seinen Sendebetrieb in den Vereinigten Staaten mit Radioprogrammen auf.
- 1927: Die Bell Laboratories übertragen mittels Telefonkabeln eine Rede von US-Wirtschaftsminister (und späteren Präsidenten) Herbert Hoover auf eine Distanz von 200 Meilen (ca. 321 Kilometer). Es ist dies die erste erfolgreiche Fernübertragung eines Fernsehsignals.
- 1927: Dem US-amerikanischen Erfinder und Fernsehpionier Philo Farnsworth gelingt mit Hilfe einer Kathodenstrahlröhre unter Laborbedingungen die Demonstration der Übertragung eines Bildes auf rein elektronischem Weg.
- 1927: In den Vereinigten Staaten beginnt das Vorläuferunternehmen der Columbia Broadcasting System (CBS) mit dem Ausstrahlen von Radioprogrammen.
- 1928: Das preußische Kultusministerium gründet in Berlin die Rundfunkversuchsstelle zur Erforschung der technischen und künstlerischen Möglichkeiten des neuen Mediums.
- 1928: Vorführung der ersten deutschen Fernsehversuchssendungen auf der 5. Großen Deutschen Funkausstellung.
- 1929: Der Weltrundfunksender startet den ersten Programmaustausch mit dem Ausland. Er ist der Vorläufer der Deutschen Welle.
- 1929: Die Radiooper Der Ozeanflug von Bertolt Brecht über die erste Atlantikquerung per Flugzeug wird „radiophonisch“ uraufgeführt.
- 1929: Der Hörfunkjournalist und Schauspieler Alfred Braun berichtet für den Hörfunk live von den Begräbnisfeierlichkeiten für Gustav Stresemann. Seine Reportage ist eine der bekanntesten der deutschen Hörfunkgeschichte und gilt als älteste überlieferte Sendung.
- 1929: Das von der Funk-Stunde Berlin produzierte Hörspiel SOS … rao rao … Foyn des Autors Friedrich Wolf feiert seine Hörfunkpremiere. Das Hörspiel, das die (authentische) Rettungsaktion des in der Arktis in Not gerateten Luftschiffs Italia schildert, ist die älteste komplett überlieferte Hörspielproduktion der deutschen Rundfunkgeschichte.
- 1929: Am 8. Mai um 23:10 Uhr beginnt die Deutsche Reichspost eine 80-minütige Test-Fernsehsendung, allerdings noch ohne Tonübertragung.

### Sport
- Gründung mehrerer bedeutender Sport- und Fußballvereine. Darunter Sporting Braga (1921), FC Villarreal (1923), AEK Athen (1924), Olympiakos Piräus (1925), HC Rotterdam (1925), AS Rom (1927).
- 1920: VI. Olympische Sommerspiele in Antwerpen vom 20. April bis 12. September.
- 1920: In den USA entsteht die spätere National Football League (NFL) bei einer Versammlung in der Stadt Canton (Ohio). Der Verband organisiert American Football.
- 1920: Der „Black Sox Skandal“ bei der World Series 1919 wird aufgedeckt und führt zum Niedergang der Chicago White Sox.
- 1921: Der Deutsche Tanzsportverband entsteht als Reichsverband für Tanzsport durch Eintrag im Berliner Vereinsregister.
- 1922: Die Deutschen Kampfspiele werden erstmals durchgeführt.
- 1923: Das Wembley-Stadion in London wird mit dem Cupfinale zwischen West Ham United und den Bolton Wanderers eröffnet.
- 1924: I. Olympische Winterspiele in Chamonix-Mont-Blanc vom 25. Januar bis 5. Februar.
- 1924: Im Wintersportort Chamonix findet die Gründung des Internationalen Skiverbands FIS statt.
- 1924: VII. Olympische Sommerspiele in Paris vom 4. Mai bis 27. Juli.
- 1924: Gründung des Weltschachverbandes FIDE.
- 1925: In Österreich wird vom ÖFB eine Profiliga eingeführt. Österreich ist damit das erste kontinentaleuropäische Land mit einer Profifußballliga.
- 1927: Der Sachsenring und der Nürburgring werden eingeweiht.
- 1927: Als erstem Europäer gelingt Edi Hans Pawlata die sogenannte Eskimorolle.
- 1927: Joe Davis organisiert die erste Snookerweltmeisterschaft mit und gewinnt diese durch einen Sieg von 20:11 Frames gegen Tom Dennis.
- 1928: Harrison Martland entdeckt bei etwa jedem zweiten langjährigen Profiboxer eine Erkrankung die Symptome wie Sprachschwierigkeiten, Gedächtnisverlust oder Depressionen aufweist. Er nennt die Krankheit Punch Drunk.[2]
- 1928: II. Olympische Winterspiele in St. Moritz vom 11. Februar bis 19. Februar.
- 1928: IX. Olympische Sommerspiele in Amsterdam vom 17. Mai bis 12. August.
- 1928: Richard Halliburton durchschwimmt als erster Mensch den Panamakanal in seiner gesamten Länge.
- 1929: Die bis dahin außerhalb Großbritanniens unbesiegte englische Fußballnationalmannschaft verliert am 14. Mai 1929 erstmals ein Länderspiel. Spanien behält in Madrid mit 4:3 Toren die Oberhand in der Begegnung.

### Gesellschaft

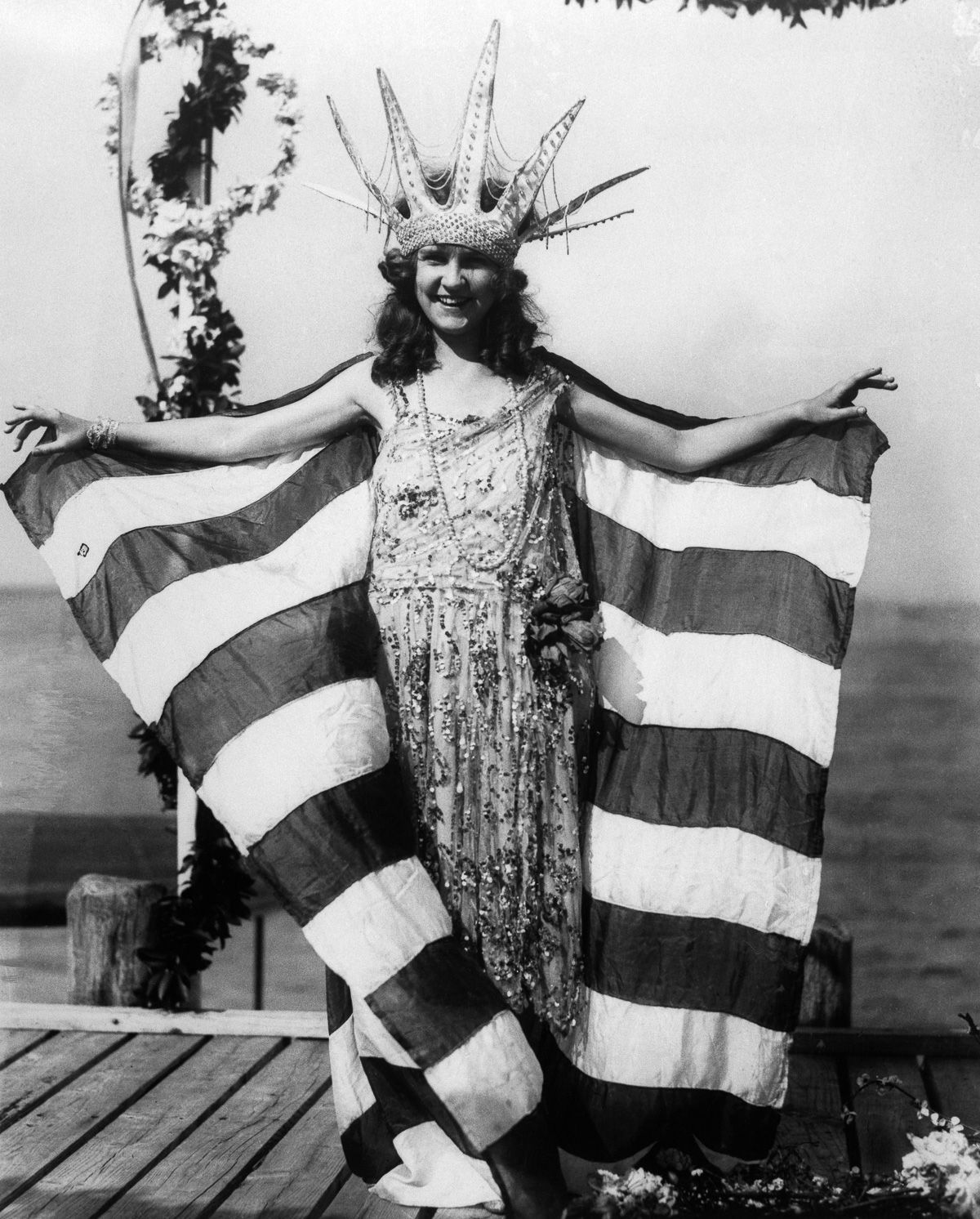
Margaret Gorman, erste Miss America

- 1921: Als Atlantic City Pageant beginnt zum ersten Mal ein zweitägiger Schönheitswettbewerb in Atlantic City, aus dem sich die Wahl zur Miss America entwickelt.  Die 16-jährige Margaret Gorman gewinnt den Schönheitswettbewerb und wird nachträglich zur ersten Miss America erklärt.
- 1921: Eine Anzeige mit dem Slogan One Look is Worth A Thousand Words in der Fachzeitschrift Printers’ Ink entwickelt sich hinterher zum Sprichwort Ein Bild sagt mehr als tausend Worte.
- 1923: Der Internationale Polizeikongress in Wien beschließt, die Internationale Kriminalpolizeiliche Kommission zu gründen, eine Vorläuferorganisation der Interpol. Damit soll die Verbrechensbekämpfung über Grenzen hinweg verbessert werden.

Das Hollywood Sign

- 1923:  Eine Maklerfirma wirbt mit dem Schriftzug „Hollywoodlands“ in Los Angeles für Immobilienkäufe. Das bekannte Hollywood Sign bleibt ab 1949 schließlich hiervon erhalten.
- 1924: Das erste Teilstück der Autostrada dei Laghi zwischen Mailand und Varese wird vom italienischen König Viktor Emanuel III. als erste reine Autostraße der Welt freigegeben.
- 1924: Die erste Funkausstellung in Berlin wird eröffnet.
- 1924: In Carson City wird erstmals ein zum Tode Verurteilter in einer Gaskammer hingerichtet.
- 1924: Im Chicago der Prohibitionszeit wird Dean O’Banion, der Anführer der North Side Gang, nach Interessenkonflikten mit der Genna-Familie und Johnny Torrio, dem Chef der Chicago-Outfit-Gruppe, in seinem Blumenladen von einem Killertrio ermordet. Der einsetzende Bandenkrieg erstreckt sich über mehrere Jahre.
- 1924: In Hannover wird Fritz Haarmann wegen 24-fachen Mordes zum Tode verurteilt.
- 1925: Im US-Bundesstaat Tennessee beginnt der mit Spannung verfolgte Scopes-Prozess (auch „Monkey-Trial“) gegen den Lehrer John Thomas Scopes, der entgegen den bestehenden Gesetzen des Staates Tennessee an öffentlichen Schulen nicht die vorgeschriebene biblische Schöpfungslehre, sondern die Evolutionstheorie unterrichtet hat. Er wird am 21. Juli zu einem Bußgeld von 100 Dollar verurteilt.
- 1927: Beim Schulmassaker von Bath, einer Serie von Bombenanschlägen auf die Bath-Gesamtschule, kommen 45 Personen, zumeist Schüler der ersten bis sechsten Klasse, ums Leben. Es ist der größte Massenmord an einer Schule in der US-Geschichte.
- 1927: Erstmals wird die Miss Deutschland gewählt.

## Persönlichkeiten

### Politik
- Warren G. Harding, US-Präsident
- Calvin Coolidge, US-Präsident

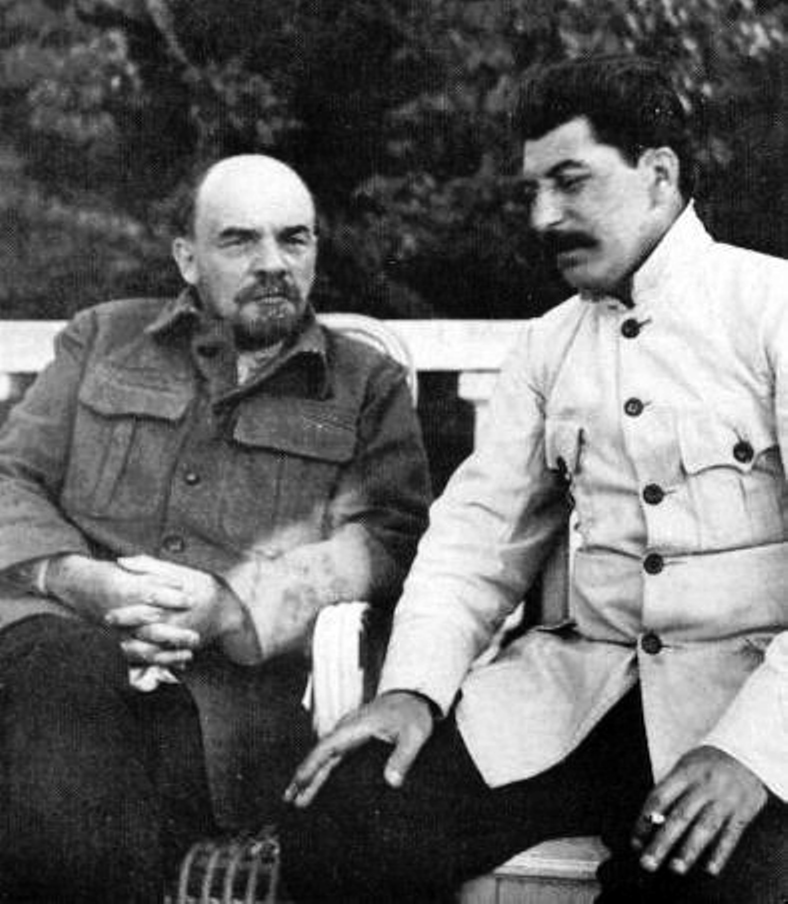
Lenin und Stalin 1922 in Gorki

- Friedrich Ebert, deutscher Reichspräsident
- Paul von Hindenburg, deutscher Reichspräsident
- Wladimir Iljitsch Lenin, russischer Revolutionär
- Adolf Hitler
- Erich Ludendorff
- Hans Luther
- Wilhelm Marx
- Mustafa Kemal Atatürk, erster Präsident der Türkei
- Benito Mussolini, italienischer Diktator
- Józef Piłsudski, polnischer Diktator
- Roman Dmowski
- Philipp Scheidemann
- Josef Stalin, Generalsekretär der KPdSU und Diktator
- Gustav Stresemann
- Auguste Viktoria von Schleswig-Holstein-Sonderburg-Augustenburg
- Joseph Wirth
- Wilhelm Solf
- Clara Zetkin
- Adelheid Popp

### Wissenschaft

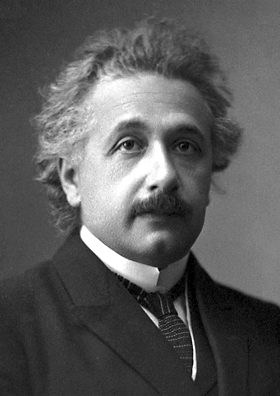
Albert Einstein erhält 1921 den Nobelpreis für Physik

- Albert Einstein
- Alexander Fleming
- Frederick Banting
- Max Planck
- Niels Bohr
- Sigmund Freud
- Werner Heisenberg

### Musik (Komponisten)

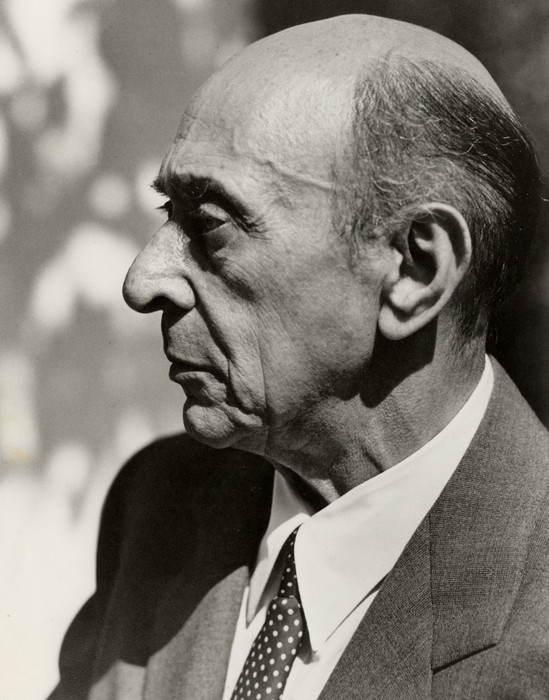
Arnold Schönberg

- Arnold Schönberg
- Igor Strawinsky
- Béla Bartók
- Paul Hindemith
- Alban Berg
- Maurice Ravel
- Franz Schreker
- Karol Szymanowski
- Ernst Krenek
- Duke Ellington

### Musik (Stars)
- Josephine Baker
- Comedian Harmonists
- Marlene Dietrich
- The Revelers
- Richard Tauber

### Bildende Kunst
- Josef Albers
- Marcel Breuer
- Otto Dix
- Lyonel Feininger
- Walter Gropius
- George Grosz
- Christian Schad
- Johannes Itten
- Wassily Kandinsky
- Paul Klee
- Gerhard Marcks
- Ludwig Mies van der Rohe
- László Moholy-Nagy
- Max Reinhardt
- Oskar Schlemmer
- Mart Stam
- Franz Radziwill
- Theo van Doesburg
- Dresslers Kunsthandbuch

### Darstellende Kunst
- Josephine Baker
- Johannes Heesters
- Gret Palucca
- Gustaf Gründgens

### Film
- Charlie Chaplin
- Sergei Michailowitsch Eisenstein
- Greta Garbo
- Emil Jannings
- Oliver Hardy
- Buster Keaton
- Fritz Lang
- Stan Laurel
- Harold Lloyd
- Friedrich Wilhelm Murnau
- Pola Negri
- Asta Nielsen
- Anny Ondra
- Henny Porten
- Erich von Stroheim
- Rudolph Valentino